# Studio 100
Studio 100 (en néerlandais : Studio Honderd) est une compagnie de production cinématographique belge qui produit des films et des émissions de télévision, musique, bandes dessinées et produits dérivés. Elle possède également cinq parcs d'attractions et des groupes musicaux. Si le studio vise initialement un public néerlandophone, il s'est ouvert, notamment par suite de rachats, au niveau international et dans d'autres langues.

## Histoire

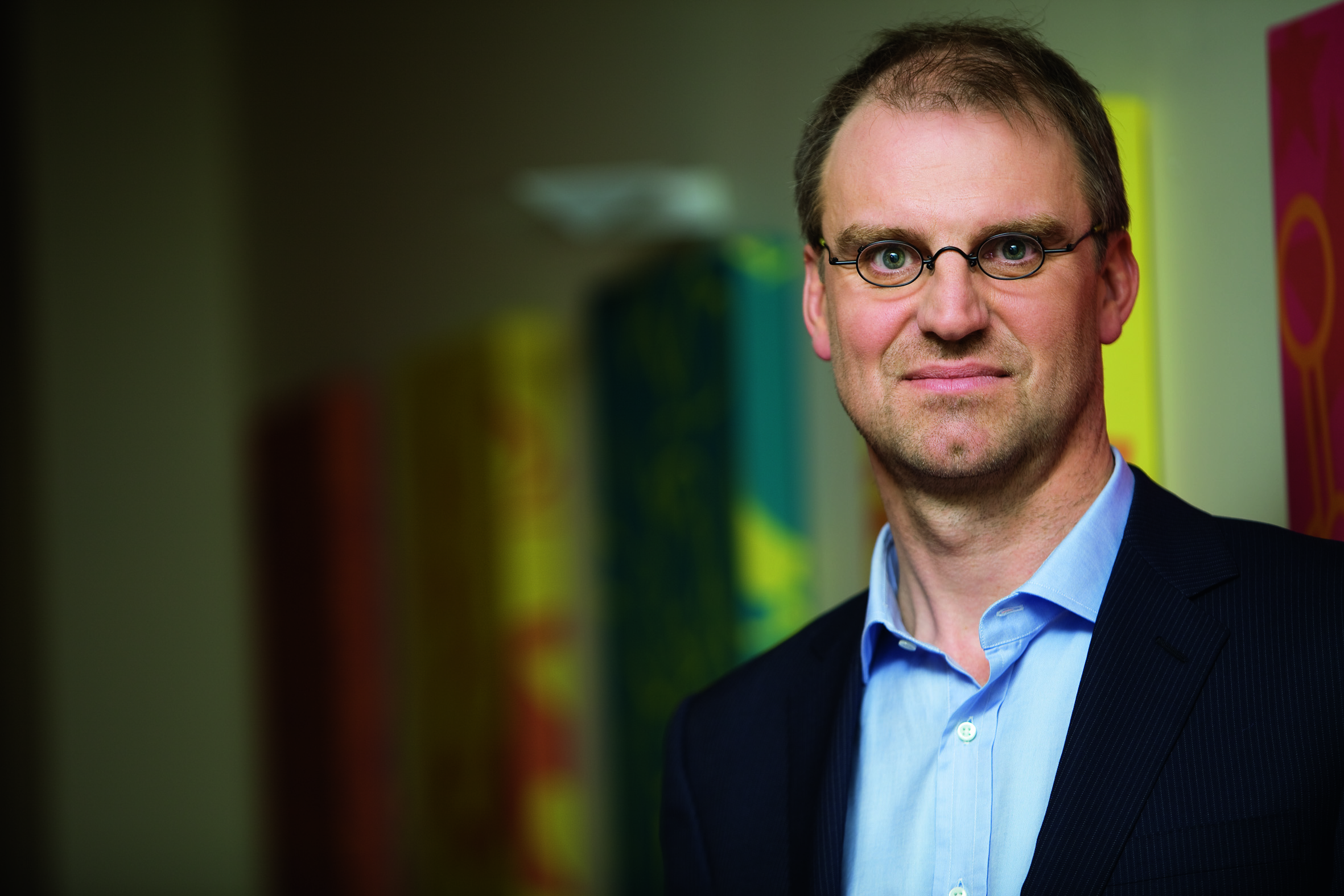
Hans Bourlon.

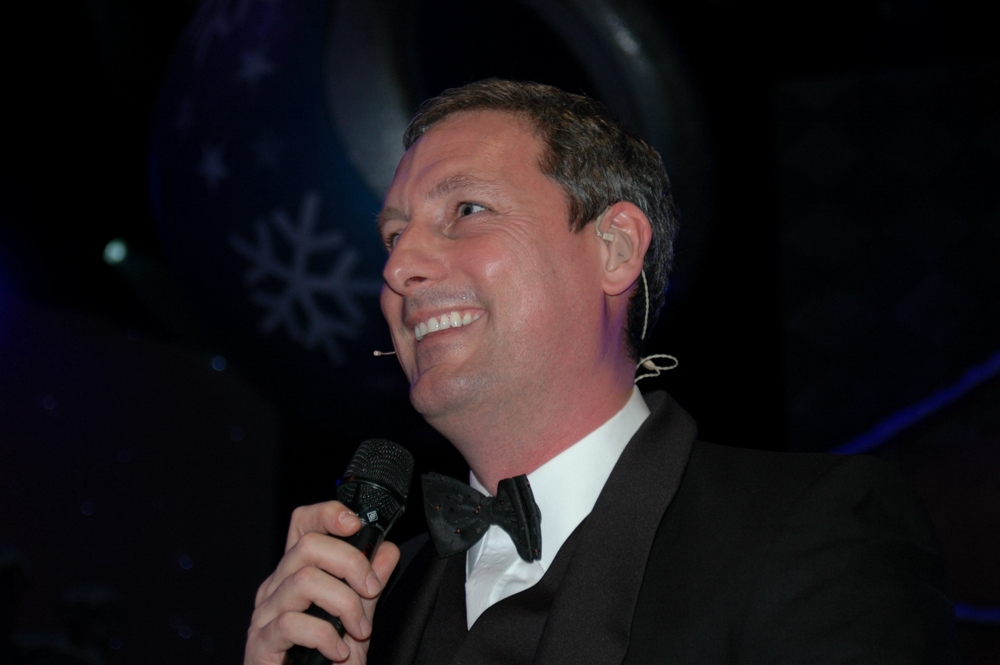
Gert Verhulst.

Studio 100 fut fondé en 1996 par Gert Verhulst, Danny Verbiest, et Hans Bourlon. À leur début, ils n'avaient qu'un seul programme ; Samson en Gert. Ils décidèrent immédiatement de créer un nouveau programme pour agrandir leur offre. Ainsi fut créé Kabouter Plop (Le Lutin Plop), diffusé sur VTM depuis 1997.
En 1999, Studio 100 connu une expansion importante. Quatre nouveaux projets furent lancés : une comédie musicale, un film, et deux nouveaux programmes télévisés. En octobre 1999, Studio 100 et la VMMa (Vlaamse Media Maatschappij, devenu Medialaan) annoncèrent une coopération pour le rachat du parc d'attractions Meli Park, renommé en Plopsaland.
En 2006, Fortis investit 15 millions d'euros dans Studio 100, en vue de financer son développement international. Fortis prend en contrepartie le contrôle de 33 % de l'entreprise.
En 2007, Studio 100 commença à exporter ses productions dans d'autres pays.
Les sièges sociaux de la société sont situés à Schelle et Londerzeel, en Belgique.
En 2008, le studio fait acquisition de la société allemande EM.Entertainment pour 41 millions d'euros.
En 2016, Studio 100 lance une chaîne de télévision en français, Studio 100 TV en exclusivité sur Proximus. En néerlandais, l'entreprise propose aussi la chaîne musicale Studio 100 Hits.
En février 2020, les trois actionnaires historiques cèdent un quart de leurs parts, Vic Swerts, par ailleurs fondateur de l'entreprise Soudal, prend le contrôle de 17 % de Studio 100, et 3d investors en acquiert 8 %. Le montant de la transaction n'a pas été révélé.

### Résultats financiers
| Année | Chiffre d'affaires | Résultat d'exploitation | EBITDA |
| ----- | ------------------ | ----------------------- | ------ |
| 2014  | 176,6              | 12,9                    | -      |
| 2015  | 151,4              | 3,6                     | 47,7   |
| 2016  | 161,6              | 11,5                    | 56,6   |
| 2017  | 176,2              | 19,5                    | 68,3   |
| 2018  | 179,7              | 25,7                    | 68,7   |
| 2019  | 188                |                         | 71     |
| 2020  | 118                | -30                     | 34     |
| 2021  | 173,8              | 6,2                     | 66,7   |

## Positionnement
L'offre de Studio 100 est très segmentée : Bumba vise les enfants à partir de deux ans, Kabouter Plop à partir de trois ans et à partir de quatre ans Piet Piraat les. À partir de six ans, Mega Mindy cible les filles, et Mega Toby les garçons. Het Huis Anubis (nl) est destiné aux enfants des deux sexes jusqu'à douze ans.
Depuis 2002, le Studio 100 reprend la direction du groupe pop à succès K3.

## Productions du Studio 100

### Programmes télévisés
| - Samson en Gert (VF: Fred & Samson) - Kabouter Plop (VF: Lutin Plop) - Wizzy & Woppy - Big & Betsy (en) - Piet Piraat (VF:Pat le Pirate) - Spring (en) - Ups & downs (nl) - De Wereld van K3 (nl) - Bumba | - Topstars (en) - Het Huis Anubis (en) - Mega Mindy - Amika (nl) - AbraKOdabra (nl) - Big & Small (en) - Kerwhizz (en) - De Wereld is Mooi (nl) - Anubis |

#### Productions de Studio 100 Media
Avec l'acquisition en 2008 de la société allemande EM.Entertainment, Studio 100 propose dorénavant via son catalogue:
| - Maya l'abeille - Heidi - Vic le Viking - K3 - Fifi Brindacier - Zigby - Anne, la maison aux pignons verts - Plouf Olly Plouf ! - Tabaluga - Zeke's Pad (en) - Lassie - Nils Holgersson - Prince noir | - Tao Tao - Pinocchio - Flipper et Lopaka - Norman Normal - Bouba - Världens bästa Karlsson - Alice au pays des merveilles - F.T.P.D. - Rascal - Quartier Libre - Le Monde irrésistible de Richard Scarry - Les Aventures extraordinaires de Blinky Bill |

### Comédies musicales
Depuis 1998, la compagnie gère des productions musicales : 
| Nom de production                                  | Belgique 1re version | Pays-Bas 1re version | Belgique 2e version | Pays-Bas 2e version | France | Turquie |
| -------------------------------------------------- | -------------------- | -------------------- | ------------------- | ------------------- | ------ | ------- |
| Blanche-Neige (comédie musicale) (nl)              | 1998                 | 2001-2002            | 2005                |                     | 2003   |         |
| Assepoester (Cendrillon)                           | 1999                 | 2007                 |                     |                     |        |         |
| Pinokkio (Pinocchio)                               | 2000                 | 2000                 | 2006                | 2008                |        | 2011    |
| Robin Hood (Robin des Bois)                        | 2001                 |                      | 2012                |                     |        |         |
| Doornroosje (Belle au bois dormant)                | 2002                 | 2002                 |                     | 2003-2004           |        |         |
| De Drie Biggetjes (Trois petits cochons)           | 2003                 | 2007                 | 2007                |                     |        |         |
| Bloedbroeders (Frères de sang)                     | 2004                 |                      |                     |                     |        |         |
| De Kleine Zeemeermin (Petite sirène)               | 2004                 | 2004-2005            |                     |                     |        |         |
| Daens                                              | 2008                 |                      |                     |                     |        |         |
| Alice in Wonderland (Alice au pays des merveilles) | 2011                 | 2011                 |                     |                     |        |         |
| '14-'18                                            | 2014                 |                      |                     |                     |        |         |
| Junior Musical - Kadanza                           | 2015                 |                      |                     |                     |        |         |
| Wickie de musical (Vic le Viking)                  | 2015                 | 2015                 |                     |                     |        |         |
| Ketnet Musical - Kadanza Together                  | 2016                 |                      |                     |                     |        |         |

## Parcs d'attractions
Belgique
- Plopsa Indoor Hasselt
- Plopsa Station Antwerp
- Plopsaland Ardennes
- Plopsaland Belgium
- Plopsaqua De Panne
- Plopsaqua Hannut-Landen

 Allemagne
- Plopsaland Deutschland

 Pays-Bas
- Plopsa Indoor Coevorden

 Pologne
- Majaland Kownaty
- Majaland Warszawa[22]

 Tchéquie
- Majaland Praha[23]

## Groupes musicaux
- K3
- Spring
- Topstars
- Bo en Monica
- Les 6-teens
- Samson en Gert
- Kabouter Plop
- Nienke (de Het Huis Anubis)
- Pim Symoens